# Словакия на зимних Олимпийских играх 2014
Словакия принимала участие в зимних Олимпийских играх 2014 года, которые проходили в Сочи (Россия) с 7 по 23 февраля, где её представляли 63 спортсменов в девяти видах спорта. На церемонии открытия Олимпийских игр флаг Словакии нёс капитан сборной Словакии по хоккею Здено Хара, который ради этого специально пропустил два матча НХЛ. На церемонии закрытия флаг доверили нести биатлонистке Анастасии Кузьминой. В неофициальном медальном зачёте Словакия заняла 21-е место.
Анастасия Кузьмина стала единственной спортсменкой Словакии, кто завоевал медали в Сочи. Она вторую Олимпиаду подряд сумела выиграть женский спринт. Кузьмина продолжает оставаться единственной в сборной Словакии, кто завоёвывал «золото» на Олимпийских играх.

## Медали
| Золото |                    |                           |           |
| №      | Спортсмены         | Вид спорта (дисциплина)   | Дата      |
| 1      | Анастасия Кузьмина | Биатлон (женщины, спринт) | 9 февраля |

## Состав и результаты

### Биатлон
Мужчины
| Соревнование         | Спортсмены                                               | Стрельба | Время     | Место |
| -------------------- | -------------------------------------------------------- | -------- | --------- | ----- |
| Спринт               | Матей Казар                                              | 2+1      | 26:04,8   | 37    |
| Спринт               | Павол Гурайт                                             | 0+0      | 26:45,8   | 52    |
| Спринт               | Томаш Хасилла                                            | 2+1      | 27:05,4   | 65    |
| Спринт               | Мартин Отсенас                                           | 1+2      | 27:07,8   | 68    |
| Гонка преследования  | Матей Казар                                              | 1+0+1+1  | 35:38,4   | 23    |
| Гонка преследования  | Павол Гурайт                                             | 1+0+0+0  | 39:14,3   | 52    |
| Индивидуальная гонка | Матей Казар                                              | 1+0+1+0  | 51:56,9   | 19    |
| Индивидуальная гонка | Павол Гурайт                                             | 0+1+0+0  | 52:53,3   | 28    |
| Индивидуальная гонка | Томаш Хасилла                                            | 1+1+0+0  | 54:16,9   | 43    |
| Индивидуальная гонка | Мирослав Матиаско                                        | 1+1+0+2  | 55:58,7   | 58    |
| Масс-старт           | Матей Казар                                              | 0+1+1+0  | 44:25,6   | 15    |
| Эстафета             | Павол Гурайт Томаш Хасилла Мирослав Матиаско Матей Казар | 1+9      | 1:15:23,8 | 12    |

Женщины
| Соревнование         | Спортсмены                                                        | Стрельба | Время   | Место |
| -------------------- | ----------------------------------------------------------------- | -------- | ------- | ----- |
| Спринт               | Анастасия Кузьмина                                                | 0+0      | 21:06,8 | 1     |
| Спринт               | Яна Герекова                                                      | 1+2      | 22:58,0 | 43    |
| Спринт               | Мартина Храпанова                                                 | 0+2      | 23:48,3 | 62    |
| Спринт               | Паулина Фиалкова                                                  | 3+2      | 24:27,1 | 72    |
| Гонка преследования  | Анастасия Кузьмина                                                | 0+1+0+1  | 30:29,1 | 6     |
| Гонка преследования  | Яна Герекова                                                      | 2+0+0+2  | 32:57,7 | 35    |
| Индивидуальная гонка | Анастасия Кузьмина                                                | 0+1+0+3  | 48:14,1 | 27    |
| Индивидуальная гонка | Яна Герекова                                                      | 0+1+1+3  | 50:20,8 | 50    |
| Индивидуальная гонка | Мартина Храпанова                                                 | 2+0+1+2  | 52:00,5 | 59    |
| Индивидуальная гонка | Терезиа Полиакова                                                 | 0+3+1+2  | 53:19,8 | 66    |
| Масс-старт           | Анастасия Кузьмина                                                | 0+2+2+1  | 38:50,3 | 26    |
| Эстафета             | Яна Герекова Паулина Фиалкова Терезиа Полиакова Мартина Храпанова | 5+19     | LAP     | 14    |

Смешанная эстафета
| Соревнование       | Спортсмены                                               | Стрельба | Время     | Место |
| ------------------ | -------------------------------------------------------- | -------- | --------- | ----- |
| Смешанная эстафета | Яна Герекова Анастасия Кузьмина Павол Гурайт Матей Казар | 0+10     | 1:11:04,7 | 5     |

### Бобслей
Мужчины
| Соревнование | Спортсмены                                           | 1 заезд   | 1 заезд | 2 заезд   | 2 заезд | 3 заезд   | 3 заезд | 4 заезд               | 4 заезд               | Итоговый результат | Итоговое место |
| Соревнование | Спортсмены                                           | Результат | Место   | Результат | Место   | Результат | Место   | Результат             | Место                 | Итоговый результат | Итоговое место |
| ------------ | ---------------------------------------------------- | --------- | ------- | --------- | ------- | --------- | ------- | --------------------- | --------------------- | ------------------ | -------------- |
| Четвёрки     | Милан Ягнешак Лукас Козенка Юрай Мокраш Петр Наровец | 56,56     | 27      | 56.37     | 25      | 56,51     | 26      | Завершили выступление | Завершили выступление | 2:49,44            | 25             |

### Горнолыжный спорт
Мужчины
| Соревнование      | Спортсмены    | Скоростной спуск/ 1 спуск | Скоростной спуск/ 1 спуск | Слалом/ 2 спуск | Слалом/ 2 спуск | Всего   | Место |
| Соревнование      | Спортсмены    | Время                     | Место                     | Время           | Место           | Всего   | Место |
| ----------------- | ------------- | ------------------------- | ------------------------- | --------------- | --------------- | ------- | ----- |
| Скоростной спуск  | Мартин Бендик | Не проводится             | Не проводится             | Не проводится   | Не проводится   | 2:15,39 | 45    |
| Суперкомбинация   | Адам Жампа    | 1:56,23                   | 27                        | 50,11           | 1               | 2:46,34 | 5     |
| Суперкомбинация   | Мартин Бендик | DNF                       | DNF                       | DNF             | DNF             | DNF     | DNF   |
| Суперкомбинация   | Матей Фалат   | DNF                       | DNF                       | DNF             | DNF             | DNF     | DNF   |
| Супергигант       | Адам Жампа    | Не проводится             | Не проводится             | Не проводится   | Не проводится   | 1:20,95 | 28    |
| Супергигант       | Андреас Жампа | Не проводится             | Не проводится             | Не проводится   | Не проводится   | 1:22,42 | 36    |
| Супергигант       | Матей Фалат   | Не проводится             | Не проводится             | Не проводится   | Не проводится   | 1:22,81 | 42    |
| Супергигант       | Мартин Бендик | Не проводится             | Не проводится             | Не проводится   | Не проводится   | 1:23,06 | 43    |
| Гигантский слалом | Адам Жампа    | 1:23,13                   | 20                        | 1:25,28         | 26              | 2:48,41 | 22    |
| Гигантский слалом | Андреас Жампа | 1:25,54                   | 36                        | 1:26,08         | 32              | 2:51,62 | 32    |
| Слалом            | Адам Жампа    | 49,34                     | 26                        | 53,94           | 1               | 1:43,28 | 6     |
| Слалом            | Андреас Жампа | 58,65                     | 67                        | DNF             | DNF             | DNF     | DNF   |
| Слалом            | Матей Фалат   | DNF                       | DNF                       | DNF             | DNF             | DNF     | DNF   |

Женщины
| Соревнование      | Спортсмены        | Скоростной спуск/ 1 спуск | Скоростной спуск/ 1 спуск | Слалом/ 2 спуск | Слалом/ 2 спуск | Всего   | Место |
| Соревнование      | Спортсмены        | Время                     | Место                     | Время           | Место           | Всего   | Место |
| ----------------- | ----------------- | ------------------------- | ------------------------- | --------------- | --------------- | ------- | ----- |
| Скоростной спуск  | Кристина Саалова  | Не проводится             | Не проводится             | Не проводится   | Не проводится   | 1:45,98 | 31    |
| Суперкомбинация   | Яна Гантнерова    | 1:47,24                   | 27                        | DNF             | DNF             | DNF     | DNF   |
| Суперкомбинация   | Кристина Саалова  | 1:48,21                   | 30                        | DNF             | DNF             | DNF     | DNF   |
| Супергигант       | Барбара Канторова | Не проводится             | Не проводится             | Не проводится   | Не проводится   | 1:28,91 | 22    |
| Супергигант       | Кристина Саалова  | Не проводится             | Не проводится             | Не проводится   | Не проводится   | DNF     | DNF   |
| Гигантский слалом | Петра Влхова      | 1:21,86                   | 27                        | 1:19,83         | 23              | 2:41,69 | 24    |
| Гигантский слалом | Барбара Канторова | 1:24,72                   | 43                        | 1:23,09         | 36              | 2:47,81 | 38    |
| Гигантский слалом | Барбора Лукацова  | 1:25,59                   | 49                        | 1:25,07         | 44              | 2:50,66 | 45    |
| Гигантский слалом | Кристина Саалова  | DNF                       | DNF                       | DNF             | DNF             | DNF     | DNF   |
| Слалом            | Петра Влхова      | 56,42                     | 18                        | 53,74           | 23              | 1:50,16 | 19    |
| Слалом            | Яна Гантнерова    | 59,26                     | 31                        | DNF             | DNF             | DNF     | DNF   |
| Слалом            | Барбора Лукацова  | DNF                       | DNF                       | DNF             | DNF             | DNF     | DNF   |
| Слалом            | Барбара Канторова | DNF                       | DNF                       | DNF             | DNF             | DNF     | DNF   |

### Лыжные гонки
Мужчины
Дистанционные гонки
| Соревнование              | Спортсмены      | Результат | Место |
| ------------------------- | --------------- | --------- | ----- |
| 15 км классическим стилем | Мартин Байчичак | 40:28,0   | 23    |
| 15 км классическим стилем | Петер Млинар    | 42:50,3   | 51    |
| Скиатлон 15+15 км         | Мартин Байчичак | 1:11:00,1 | 31    |
| Масс-старт 50 км          | Мартин Байчичак | 1:47:34,4 | 14    |

Спринт
| Соревнование    | Спортсмены                   | Квалификация  | Квалификация  | Четвертьфинал        | Четвертьфинал        | Четвертьфинал        | Полуфинал            | Полуфинал            | Полуфинал            | Финал                 | Финал                 | Итоговое место |
| Соревнование    | Спортсмены                   | Результат     | Место         | Заезд                | Результат            | Место                | Заезд                | Результат            | Место                | Результат             | Место                 | Итоговое место |
| --------------- | ---------------------------- | ------------- | ------------- | -------------------- | -------------------- | -------------------- | -------------------- | -------------------- | -------------------- | --------------------- | --------------------- | -------------- |
| Спринт          | Петер Млинар                 | 3:51,76       | 66            | Завершил выступление | Завершил выступление | Завершил выступление | Завершил выступление | Завершил выступление | Завершил выступление | Завершил выступление  | Завершил выступление  | 66             |
| Командный принт | Петер Млинар Мартин Байчичак | Не проводится | Не проводится | Не проводится        | Не проводится        | Не проводится        | 2                    | 24:58,06             | 9                    | Завершили выступление | Завершили выступление | 15             |

Женщины
Дистанционные гонки
| Соревнование              | Спортсмены       | Результат | Место |
| ------------------------- | ---------------- | --------- | ----- |
| 10 км классическим стилем | Алена Прохазкова | 32:08,4   | 50    |

Спринт
| Соревнование     | Спортсмены                      | Квалификация  | Квалификация  | Четвертьфинал         | Четвертьфинал         | Четвертьфинал         | Полуфинал             | Полуфинал             | Полуфинал             | Финал                 | Финал                 | Итоговое место |
| Соревнование     | Спортсмены                      | Результат     | Место         | Заезд                 | Результат             | Место                 | Заезд                 | Результат             | Место                 | Результат             | Место                 | Итоговое место |
| ---------------- | ------------------------------- | ------------- | ------------- | --------------------- | --------------------- | --------------------- | --------------------- | --------------------- | --------------------- | --------------------- | --------------------- | -------------- |
| Спринт           | Алена Прохазкова                | 2:41,95       | 39            | Завершила выступление | Завершила выступление | Завершила выступление | Завершила выступление | Завершила выступление | Завершила выступление | Завершила выступление | Завершила выступление | 39             |
| Спринт           | Даниэла Кочова                  | 2:49,81       | 55            | Завершила выступление | Завершила выступление | Завершила выступление | Завершила выступление | Завершила выступление | Завершила выступление | Завершила выступление | Завершила выступление | 55             |
| Командный спринт | Алена Прохазкова Даниэла Кочова | Не проводится | Не проводится | Не проводится         | Не проводится         | Не проводится         | 2                     | 18:51,94              | 7                     | Завершили выступление | Завершили выступление | 15             |

### Санный спорт
Мужчины
| Соревнование | Спортсмены                    | 1 заезд   | 1 заезд | 2 заезд   | 2 заезд | 3 заезд       | 3 заезд       | 4 заезд       | 4 заезд       | Итоговый результат | Итоговое место |
| Соревнование | Спортсмены                    | Результат | Место   | Результат | Место   | Результат     | Место         | Результат     | Место         | Итоговый результат | Итоговое место |
| ------------ | ----------------------------- | --------- | ------- | --------- | ------- | ------------- | ------------- | ------------- | ------------- | ------------------ | -------------- |
| Одиночки     | Йозеф Нинис                   | 53,143    | 22      | 52,932    | 21      | 52,492        | 20            | 52,564        | 21            | 3:31,131           | 20             |
| Двойки       | Йозеф Петрулак Мариан Земаник | 50,548    | 13      | 50,409    | 12      | Не проводится | Не проводится | Не проводится | Не проводится | 1:40,957           | 12             |
| Двойки       | Марек Солчански Карол Стухлак | 50,904    | 16      | 51,481    | 18      | Не проводится | Не проводится | Не проводится | Не проводится | 1:42,385           | 16             |

Женщины
| Соревнование | Спортсмены    | 1 заезд   | 1 заезд | 2 заезд   | 2 заезд | 3 заезд   | 3 заезд | 4 заезд   | 4 заезд | Итоговый результат | Итоговое место |
| Соревнование | Спортсмены    | Результат | Место   | Результат | Место   | Результат | Место   | Результат | Место   | Итоговый результат | Итоговое место |
| ------------ | ------------- | --------- | ------- | --------- | ------- | --------- | ------- | --------- | ------- | ------------------ | -------------- |
| Одиночки     | Виера Гбурова | 51,928    | 27      | 51,422    | 23      | 51,782    | 25      | 51.565    | 23      | 3:26,697           | 25             |

Смешанные команды
| Соревнование | Спортсмены                                                | Женщины   | Женщины | Мужчины   | Мужчины | Двойки    | Двойки | Итоговый результат | Итоговое место |
| Соревнование | Спортсмены                                                | Результат | Место   | Результат | Место   | Результат | Место  | Итоговый результат | Итоговое место |
| ------------ | --------------------------------------------------------- | --------- | ------- | --------- | ------- | --------- | ------ | ------------------ | -------------- |
| Эстафета     | Виера Гбурова Йозеф Нинис Йозеф Петрулак / Мариан Земаник | 55,757    | 11      | 56,472    | 8       | 57,936    | 9      | 2:50,165           | 10             |

### Фигурное катание
| Соревнование              | Спортсмены      | Короткая программа | Короткая программа | Произвольная программа | Произвольная программа | Всего        | Всего |
| Соревнование              | Спортсмены      | Сумма баллов       | Место              | Сумма баллов           | Место                  | Сумма баллов | Место |
| ------------------------- | --------------- | ------------------ | ------------------ | ---------------------- | ---------------------- | ------------ | ----- |
| Женское одиночное катание | Николь Ражичова | 49,80              | 21                 | 75,20                  | 24                     | 125,00       | 24    |

### Фристайл
Слоупстайл
| Соревнование | Спортсмены       | Квалификация | Квалификация | Квалификация | Финал                 | Финал                 | Финал                 | Итоговое место |
| Соревнование | Спортсмены       | 1 заезд      | 2 заезд      | Место        | 1 заезд               | 2 заезд               | Место                 | Итоговое место |
| ------------ | ---------------- | ------------ | ------------ | ------------ | --------------------- | --------------------- | --------------------- | -------------- |
| Женщины      | Наталья Слепецка | 34,60        | 32,60        | 18           | Завершила выступление | Завершила выступление | Завершила выступление | 18             |
| Женщины      | Зузана Стромкова | 24,40        | 20,20        | 20           | Завершила выступление | Завершила выступление | Завершила выступление | 20             |

### Хоккей
Мужская сборная Словакии автоматически квалифицировалась на Олимпийские игры, благодаря высокому мировому рейтингу ИИХФ.

#### Мужчины
Состав
Травмы многих игроков не позволили сборной Словакии привезти первоначально объявленный состав на Олимпийские игры. Сначала вместо травмированных защитников Михала Серсена и Доминика Граняка были вызваны Рене Выдарены и Милан Юрчина. 7 февраля стало известно, что Бранко Радивоевич заменит Мариана Габорика. 9 февраля главный тренер сборной Словакии Владимир Вуйтек сообщил, что Томаш Староста заменит Любомира Вишнёвского, который не поедет в Сочи из-за последствий сотрясения мозга.
| Номер | Имя               | Позиция    | Хват   | Рост, см | Вес, кг | Дата рождения | Клуб                |
| ----- | ----------------- | ---------- | ------ | -------- | ------- | ------------- | ------------------- |
| 7     | Иван Баранка      | защитник   | левый  | 189      | 91      | 19.05.1985    | Авангард            |
| 13    | Томаш Юрчо        | нападающий | левый  | 188      | 85      | 28.12.1992    | Детройт Ред Уингз   |
| 14    | Андрей Месарош    | защитник   | левый  | 188      | 99      | 13.10.1985    | Филадельфия Флайерз |
| 19    | Томаш Староста    | защитник   | левый  | 183      | 89      | 20.05.1981    | Югра                |
| 23    | Рене Выдарены     | защитник   | левый  | 186      | 92      | 06.05.1981    | Градец Кралове      |
| 26    | Михал Гандзуш (А) | нападающий | Левый  | 196      | 98      | 11.03.1977    | Чикаго Блэкхокс     |
| 28    | Рихард Паник      | нападающий | левый  | 187      | 94      | 07.02.1991    | Тампа Бэй Лайтнинг  |
| 31    | Петер Будай       | вратарь    | левый  | 183      | 90      | 18.09.1982    | Монреаль Канадиенс  |
| 33    | Здено Хара (К)    | защитник   | левый  | 206      | 117     | 18.03.1977    | Бостон Брюинз       |
| 41    | Ярослав Галак     | вратарь    | левый  | 179      | 84      | 13.05.1985    | Сент-Луис Блюз      |
| 43    | Томаш Суровы      | нападающий | левый  | 186      | 98      | 24.09.1981    | Динамо Минск        |
| 44    | Андрей Секера     | защитник   | левый  | 183      | 90      | 08.01.1986    | Каролина Харрикейнз |
| 50    | Ян Лацо           | вратарь    | левый  | 181      | 83      | 01.12.1981    | Донбасс             |
| 52    | Мартин Маринчин   | защитник   | левый  | 192      | 82      | 18.02.1992    | Эдмонтон Ойлерз     |
| 61    | Милан Бартович    | нападающий | левый  | 182      | 88      | 09.04.1981    | Слован Братислава   |
| 65    | Томаш Марцинко    | нападающий | правый | 193      | 94      | 11.04.1988    | Кошице              |
| 67    | Томаш Заборски    | нападающий | левый  | 181      | 91      | 14.11.1987    | Салават Юлаев       |
| 68    | Милан Юрчина      | защитник   | правый | 193      | 114     | 07.06.1983    | ТПС                 |
| 81    | Мариан Хосса (А)  | нападающий | левый  | 187      | 95      | 12.01.1979    | Чикаго Блэкхокс     |
| 82    | Томаш Копецки     | нападающий | левый  | 190      | 91      | 05.02.1982    | Флорида Пантерз     |
| 85    | Петер Олвецки     | нападающий | левый  | 188      | 97      | 11.10.1985    | Слован Братислава   |
| 88    | Марцел Хосса      | нападающий | левый  | 187      | 99      | 12.10.1981    | Динамо Рига         |
| 90    | Томаш Татар       | нападающий | левый  | 178      | 84      | 01.12.1990    | Детройт Ред Уингз   |
| 91    | Михел Миклик      | нападающий | правый | 184      | 90      | 31.07.1982    | Слован Братислава   |
| 92    | Бранко Радивоевич | нападающий | правый | 183      | 94      | 24.11.1980    | Слован Братислава   |

По данным: IIHF.com и Eliteprospects.com
Предварительный раунд
|  | Команды, выходящие в четвертьфинал         |
|  | Команды, выходящие в квалификацию плей-офф |

Группа A
| М | Сборная  | И | В | ВО | ПО | П | ШЗ | ШП | РШ  | О |
| - | -------- | - | - | -- | -- | - | -- | -- | --- | - |
| 1 | США      | 3 | 2 | 1  | 0  | 0 | 15 | 4  | +11 | 8 |
| 2 | Россия   | 3 | 1 | 1  | 1  | 0 | 8  | 5  | +3  | 6 |
| 3 | Словения | 3 | 1 | 0  | 0  | 2 | 6  | 11 | −5  | 3 |
| 4 | Словакия | 3 | 0 | 0  | 1  | 2 | 2  | 11 | −9  | 1 |

Время местное (UTC+4).
| 2014-02-13 16:30 | Словакия | 1 : 7 (0:1, 1:6, 0:0) | США | Ледовая арена «Шайба», Сочи Зрителей: 4119 |

| Отчёт                              | Отчёт                                                 | Отчёт | Отчёт                       | Отчёт                                |
| ---------------------------------- | ----------------------------------------------------- | --- | --------------------------- | ------------------------------------ |
|                                    |                                                       | |                             |                                      |
|                                    | Ярослав Галак — 00:00-33:30 Петер Будай — 33:30-60:00 | Вратари | 00:00-60:00 — Джонатан Куик | Судьи: Антонин Йержабек Кевин Поллок |
|                                    | Голы:                                                 | |                             | Судьи: Антонин Йержабек Кевин Поллок |
| Томаш Татар — 20:24 (Мариан Госса) | 0:1 :1 1:2 1:3 1:4 1:5 1:6 1:7                        | 14:27 — Джон Карлсон (Ф. Кессел, Дж. ван Римсдайк) 21:26 — Райан Кеслер (П. Кейн) 22:32 — Пол Штястны (М. Пачиоретти, Ти Джей Оши) 28:16 — Дэвид Бэйкс (Дж. ван Римсдайк, Ф. Кессел) 33:30 — Пол Штястны (К. Шаттенкирк, Ти Джей Оши) 34:20 — Фил Кессел (Р. Кеслер, Дж. ван Римсдайк) 35:17 — Дастин Браун (Дж. Карлсон, П. Кейн) |                             | Судьи: Антонин Йержабек Кевин Поллок |
|                                    |                                                       | |                             | Судьи: Антонин Йержабек Кевин Поллок |
|                                    |                                                       | |                             | Судьи: Антонин Йержабек Кевин Поллок |
|                                    |                                                       | |                             | Судьи: Антонин Йержабек Кевин Поллок |
| 4 мин                              | Штраф                                                 | 2 мин |                             | Судьи: Антонин Йержабек Кевин Поллок |
|                                    |                                                       | |                             |                                      |
|                                    | 23                                                    | Броски | 33                          |                                      |

| 2014-02-15 12:00 | Словакия | 1 : 3 (0:0, 0:0, 1:3) | Словения | Ледовый дворец «Большой», Сочи Зрителей: 7438 |

| Отчёт                                            | Отчёт                       | Отчёт | Отчёт                        | Отчёт                            |
| ------------------------------------------------ | --------------------------- | --- | ---------------------------- | -------------------------------- |
|                                                  |                             | |                              |                                  |
|                                                  | Ярослав Галак — 00:00-60:00 | Вратари | 00:00-60:00 — Роберт Кристан | Судьи: Константин Оленин Тим Пил |
|                                                  | Голы:                       | |                              | Судьи: Константин Оленин Тим Пил |
| Томаш Юрчо (бол.) — 59:42 (Т. Заборски, З. Хара) | 0:1 0:2 0:3 1:3             | 43:23 — Рок Тичар (бол.) (Ж. Еглич, Р. Саболич) 48:59 — Томаж Разингар (Я. Урбас, М. Родман) 49:22 — Анже Копитар (Я. Муршак) |                              | Судьи: Константин Оленин Тим Пил |
|                                                  |                             | |                              | Судьи: Константин Оленин Тим Пил |
|                                                  |                             | |                              | Судьи: Константин Оленин Тим Пил |
|                                                  |                             | |                              | Судьи: Константин Оленин Тим Пил |
| 8 мин                                            | Штраф                       | 10 мин |                              | Судьи: Константин Оленин Тим Пил |
|                                                  |                             | |                              |                                  |
|                                                  | 28                          | Броски | 31                           |                                  |

| 2014-02-16 16:30 | Россия | 1 : 0 (Б) (0:0, 0:0, 0:0, 0:0, 1:0) | Словакия | Ледовый дворец «Большой», Сочи Зрителей: 11 097 |

| Отчёт                                 | Отчёт                        | Отчёт                     | Отчёт                 | Отчёт                                  |
| ------------------------------------- | ---------------------------- | ------------------------- | --------------------- | -------------------------------------- |
|                                       |                              |                           |                       |                                        |
|                                       | Семён Варламов — 00:00-65:00 | Вратари                   | 00:00-65:00 — Ян Лацо | Судьи: Ларс Брюггеманн Келли Сазерлэнд |
|                                       | Голы:                        |                           |                       | Судьи: Ларс Брюггеманн Келли Сазерлэнд |
| Александр Радулов (поб. бул.) — 65:00 | 1:0                          |                           |                       | Судьи: Ларс Брюггеманн Келли Сазерлэнд |
|                                       | Буллиты:                     |                           |                       | Судьи: Ларс Брюггеманн Келли Сазерлэнд |
| Александр Радулов Илья Ковальчук      |                              | Михал Гандзуш Томаш Татар |                       | Судьи: Ларс Брюггеманн Келли Сазерлэнд |
|                                       |                              |                           |                       | Судьи: Ларс Брюггеманн Келли Сазерлэнд |
| 4 мин                                 | Штраф                        | 10 мин                    |                       | Судьи: Ларс Брюггеманн Келли Сазерлэнд |
|                                       |                              |                           |                       |                                        |
|                                       | 37                           | Броски                    | 27                    |                                        |

Квалификация плей-офф
Время местное (UTC+4).
| 2014-02-18 21:00 | Чехия | 5 : 3 (3:0, 1:1, 1:2) | Словакия | Ледовая арена «Шайба», Сочи Зрителей: 3628 |

| Отчёт | Отчёт                           | Отчёт | Отчёт                             | Отчёт                            |
| --- | ------------------------------- | --- | --------------------------------- | -------------------------------- |
| |                                 | |                                   |                                  |
| | Ондржей Павелец — 00:00-60:00   | Вратари | 00:00-59:17 — Ян Лацо 59:21-60:00 | Судьи: Тим Пил Маркус Виннерборг |
| | Голы:                           | |                                   | Судьи: Тим Пил Маркус Виннерборг |
| Алеш Гемски (бол.) — 06:53 (Т. Каберле, Я. Ворачек) Роман Червенка — 07:22 (Я. Ягр, Т. Плеканец) Давид Крейчи (бол.) — 17:03 (Т. Каберле) Роман Червенка — 35:41 Томаш Плеканец (п.в.) — 59:21 (Д. Крейчи, М. Жидлицки) | 1:0 2:0 3:0 4:0 4:1 4:2 4:3 5:3 | 38:57 — Мариан Госса (А. Секера, М. Гандзуш) 47:20 — Мариан Госса (Т. Татар, М. Гандзуш) 48:51 — Томаш Суровы (А. Секера, М. Бартович) |                                   | Судьи: Тим Пил Маркус Виннерборг |
| |                                 | |                                   | Судьи: Тим Пил Маркус Виннерборг |
| |                                 | |                                   | Судьи: Тим Пил Маркус Виннерборг |
| |                                 | |                                   | Судьи: Тим Пил Маркус Виннерборг |
| 2 мин | Штраф                           | 10 мин |                                   | Судьи: Тим Пил Маркус Виннерборг |
| |                                 | |                                   |                                  |
| | 29                              | Броски | 32                                |                                  |

### Шорт-трек
Женщины
| Соревнование | Спортсмены     | Отборочный раунд | Отборочный раунд | Отборочный раунд | Полуфинал             | Полуфинал             | Полуфинал             | Финал                 | Финал                 | Финал                 | Итоговое место |
| Соревнование | Спортсмены     | Забег            | Результат        | Место            | Забег                 | Результат             | Место                 | Название              | Результат             | Место                 | Итоговое место |
| ------------ | -------------- | ---------------- | ---------------- | ---------------- | --------------------- | --------------------- | --------------------- | --------------------- | --------------------- | --------------------- | -------------- |
| 1500 метров  | Татьяна Бодова | 2                | 2:31,788         | 5                | Завершила выступление | Завершила выступление | Завершила выступление | Завершила выступление | Завершила выступление | Завершила выступление | 29             |